# Burne Hogarth

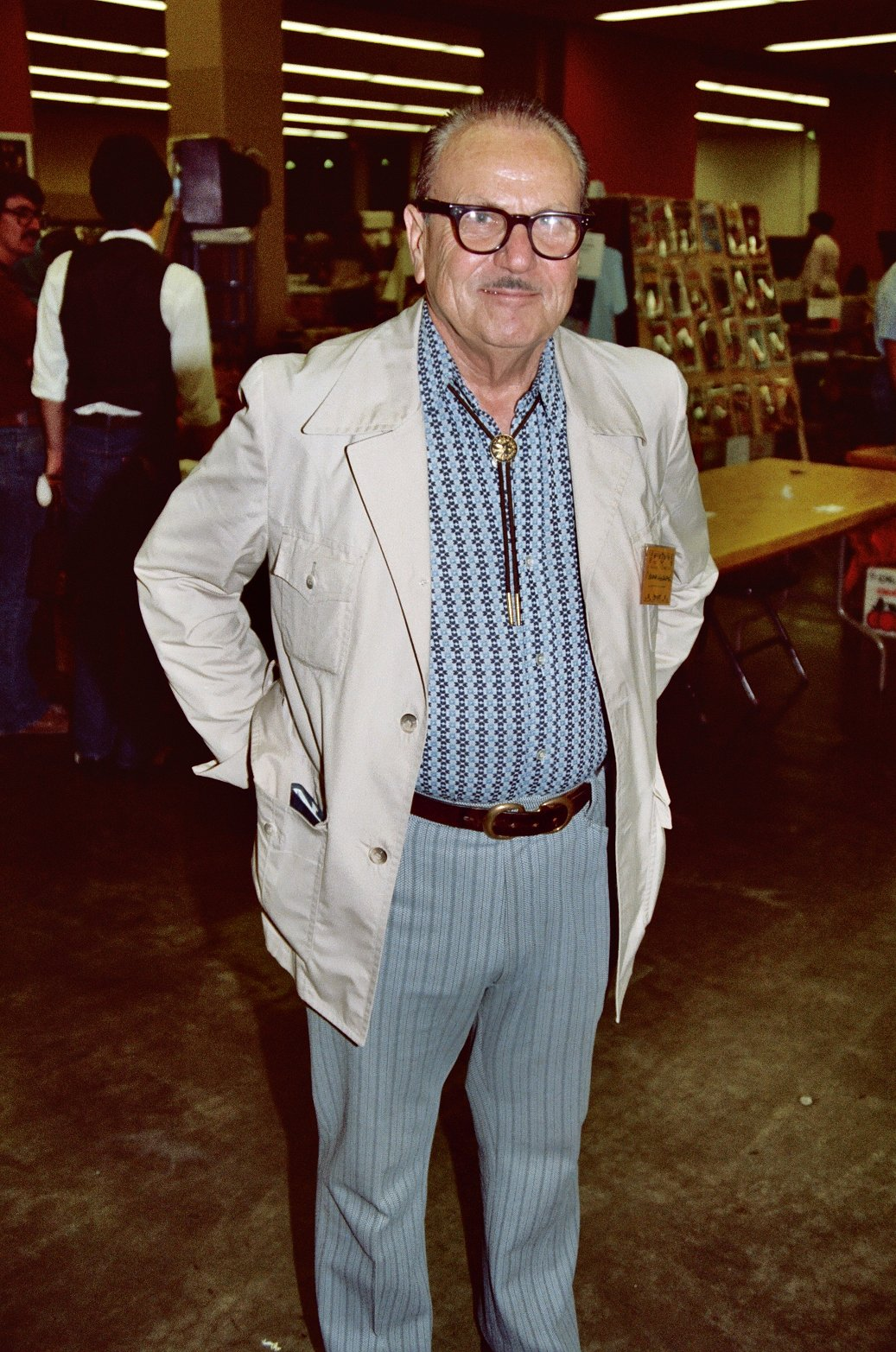
Hogarth bei der San Diego Comic Con 1982

Burne Hogarth (* 25. Dezember 1911 in Chicago; † 28. Januar 1996 in Paris) war ein US-amerikanischer Comiczeichner.
Als Nachfolger von Hal Foster, der den Strip seit 1928/29 zeichnete, gilt er als der beste Tarzan-Zeichner. Das Besondere seiner Version macht die große Dynamik der Linienführung aus. Andreas C. Knigge sieht in seinem Stil vor allem starke Rückgriffe auf den Expressionismus.
Die erste Tarzan-Sonntagsseite Hogarths erschien am 9. Mai 1937. Mit Unterbrechungen (1945–47) arbeitete er bis 1950 daran, um 1972 und 1976 noch einmal zwei Tarzan-Bücher zu veröffentlichen.
1947 gründete er mit anderen in New York die School of Visual Arts, in der viele lebensgroße Akte entstanden. Diese vielfach aus extremen Perspektiven gezeichneten Akte bildeten die Grundlage der von ihm veröffentlichten Lehrbücher.

## Weitere Werke
- Drago (1945)
- Miracle Jones (1947/48)
- „Dynamic Anatomy“ (Lehrbücher, 1958 ff.)
- „Dynamic Figure Drawing“ (1970) (dt. Figurenzeichnen leichtgemacht, 1991)